# Spaanse muziek

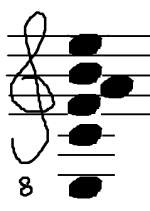
Een typisch Spaans akkoord

Spaanse muziek is muziek met een Spaanse stijl. De Spaanse stijl bevat behalve Europese ook Arabische invloeden. De gitaar is het Spaanse nationale muziekinstrument. Ook castagnettes worden geassocieerd met Spaanse muziek. 
De Spaanse toonladder is een mineurladder met een kleine secunde, ook te interpreteren als een frygische toonladder.
In Spaanse gitaarmuziek wordt veel gewerkt met parallelle majeurakkoorden, bij voorkeur in de toonsoort E-groot (of E-frygisch), de toonsoort waarin de gitaar "gestemd" is. Het één vakje omhoog schuiven (kleine secunde) van een open E-groot akkoord levert een typisch Spaans akkoord op (zie plaatje).
De Spaanse muziek heeft grote invloed gehad op de Latijns-Amerikaanse muziek.

## Traditionele muziek
- Flamenco - zang, gitaarmuziek en dans uit Andalusië.
- Sardana - volksmuziek, dans uit Catalonië.
- Jota - dans uit het Noorden van Spanje.

## Spaanse componisten
- Manuel de Falla
- Isaac Albeniz
- Joaquin Rodrigo
- Enrique Granados

## Spaanse muziek van niet-Spaanse componisten
- España, Rapsodie voor Orkest (1883, Op. 33) - Emmanuel Chabrier (Frans)
- Capriccio Español (1889, Op. 34) - Nikolaj Rimski-Korsakov (Russisch)
- Innuendo - (1991) - Queen (Engels)
- Sketches of Spain - (1959) - Miles Davis (Amerikaans)